# Анисифорова, Нина Николаевна
Нина Николаевна Анисифорова (24 декабря 1914 [6 января 1915] — 27 февраля 1989) — заслуженный художник БАССР.

## Биография
Нина Николаевна Анисифорова родилась в 1914 году в городе Уфе. В 1937 году окончила художественное отделение Уфимского техникума искусств (Уфимское училище искусств)  по классу заслуженного деятеля искусств РСФСР А. Э. Тюлькина и народного художника БАССР И. И. Урядова.
Живописец — художник-оформитель объединения «Башхудожник». Член Союза художников с 1943 года. Заслуженный художник БАССР (1977).

## Основные работы
Мать, х. м., 1946. Пионерка, х. м., 1947. Башкирский охотник, х. м., 1948. Стадо коров, х. м., 1948. Иван Якутов, х. м., 1949. Портрет моряка, х. м., 1949. Рыбаки, х. м., 1953. Вечер на р. Белой, х. м,, 1953. На Южном Урале, х. м., 1956. Цветы и фрукты, х. м., 1961. Колхозные будни, х. м., 1960. В. И. Ленин и Н. К. Крупская в Шушенском, х. м., 1970. Женский портрет, х. м., 1976. Вечер на р. Ай, х. м., 1976.

## Выставки
- Республиканские, Уфа, с 1939 г, все, кроме молодёжных 1962, 1972, 1977.
- Межобластная выставка, Казань, 1947.
- Всероссийская художественная выставка, Москва, 1950.
- Декадная выставка произведений художников БАССР, Москва, 1955.
- Республиканская выставка, посвящённая Международному году женщин, Уфа, 1975.

## Награды
- Медаль «За трудовое отличие» (8 июня 1955).
- Заслуженный художник БАССР.